# Marc Lambron

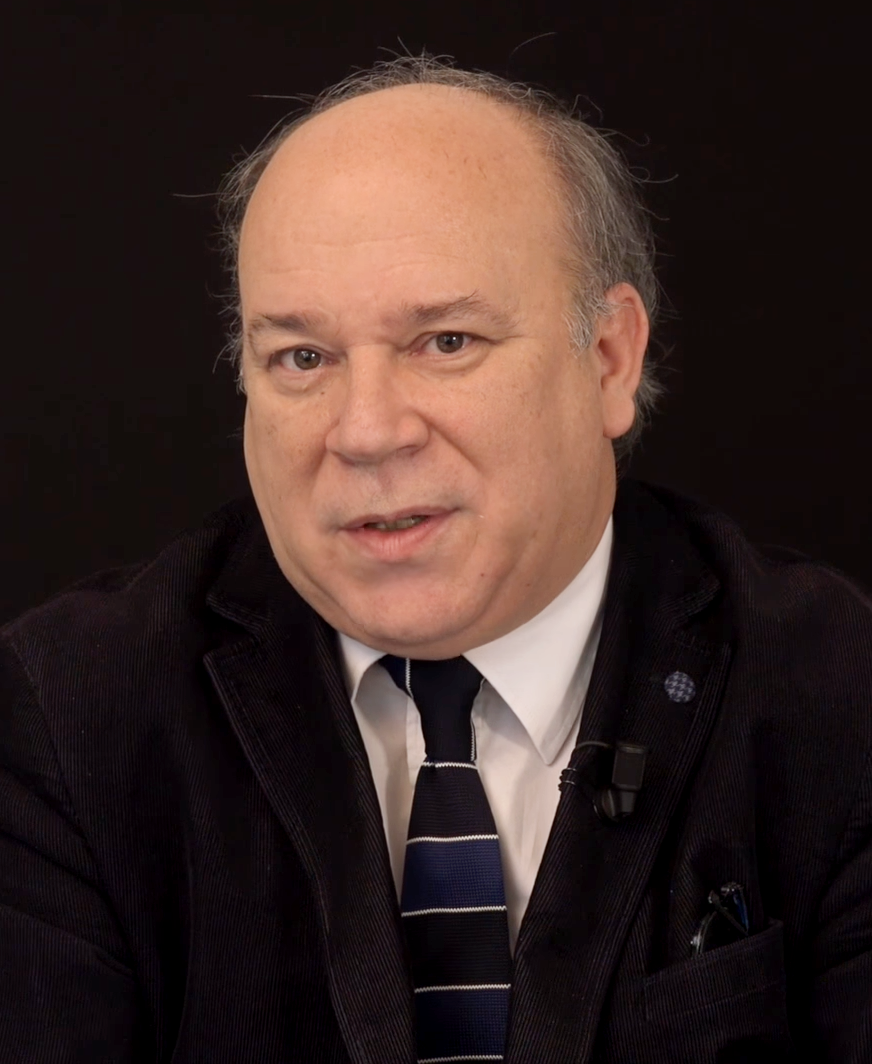
Marc Lambron (2017)

Marc Lambron (* 4. Februar 1957 in Lyon) ist ein französischer Regierungsbeamter, Schriftsteller und Literaturkritiker, der 2014 Mitglied der Académie française wurde.

## Studien und Regierungsbeamter
Als Schüler am Lycée du Parc in Lyon gewann Marc Lambron 1973 den Concours général für den besten französischen Aufsatz. Nach der geisteswissenschaftlichen Vorbereitungsklasse (Khâgne) am renommierten Pariser Lycée Henri IV wurde er 1977 an der École normale supérieure aufgenommen. Ein paralleles Studium an der Universität Paris IV (Université Paris-Sorbonne) beendete er 1980 mit einem Diplom (Diplômé en lettres). Im Jahr darauf bestand er die Agrégation (Staatsprüfung für das höhere Lehramt) im Fach Lettres (Sprachen und Literatur) als Jahrgangsbester. Nach einem weiteren Studium am Institut d’études politiques de Paris (IEP de Paris), welches er 1981 ebenfalls mit einem Diplom abschloss, absolvierte er zwischen 1983 und 1985 als Mitglied des Jahrgangs „Léonard de Vinci“ ein Studium an der École nationale d’administration (ENA), wo François Asselineau, Richard Descoings und Patrick Strzoda zu seinen Kommilitonen gehörten. 
Nach seinem ENA-Abschluss wurde er als höherer Beamter in den Staatsdienst übernommen und zum Auditor (Auditeur) beim Staatsrat (Conseil d’État) ernannt. Dort stieg er 1988 zum Vortragender Rat Maître des requêtes auf, ehe er 2006 zum Staatsrat (Conseiller d’État) berufen wurde. Außerdem lehrte er ab 1985 als Professor an der Wirtschaftsschule École supérieure de commerce (ESC) in Rouen und war zeitweise auch Lehrbeauftragter an der École normale supérieure.

## Schriftsteller, Literaturkritiker und Mitglied der Académie française
Neben seiner Tätigkeit als Regierungsbeamter begann Marc Lambron Mitte der 1980er Jahre auch seine Arbeit als Schriftsteller und Literaturkritiker. 1986 wurde er Literaturkritiker des Wochenmagazins Le Point und veröffentlichte 1988 mit dem Roman L’Impromptu de Madrid sein erstes Buch, das 1989 mit dem Prix des Deux Magots ausgezeichnet wurde. 1990 wurde er zudem Chronist beim Modemagazin Madame Figaro, der Samstagsbeilage des Wochenmagazins Le Figaro Magazine der Tageszeitung Le Figaro. Sein 1990 erschienenes Werk La Nuit des masques erhielt 1991 den Prix Colette, während der 1993 veröffentlichte Roman L’Oeil du silence 1994 mit dem Prix Femina geehrt wurde. Für sein 2006 herausgegebenes Buch Une saison sur la terre erhielt er zudem den Prix Maurice-Genevoix.
Lambron, dessen Werke sowohl bei der Groupe Flammarion als auch beim Verlag Éditions Grasset & Fasquelle veröffentlicht werden, wurde mit dem Ritterkreuz der Ehrenlegion ausgezeichnet und ist ferner Kommandeur des Ordre des Arts et des Lettres. Am 26. Juni 2014 wurde er zum Mitglied der Académie française gewählt, wo er als Nachfolger von François Jacob den Stuhl 38 (38e fauteuil) einnahm. Am 14. April 2016 hielt er die obligatorische Lobrede auf seinen verstorbenen Vorgänger François Jacob.

## Veröffentlichungen
- Bilan en France, Mitautor, 1986
- L’Impromptu de Madrid, 1988
- La Nuit des masques, 1990
- Carnet de bal, 1992
- L’Œil du silence, 1993
- 1941, 1997
- Étrangers dans la nuit, 2001
- Carnet de bal. Chroniques 2, 2002
- Les Menteurs, 2004
- Une saison sur la terre, 2006
- Mignonne, allons voir…, 2006
- Eh bien, dansez maintenant…, 2008
- Théorie du chiffon. Sotie, 2010
- Carnet de bal. Chroniques 3, 2011
- Nus vénitiens, 2012
- Trésors du quai d’Orsay. Un siècle d’archives photographiques, 2014
- Tu n’as pas tellement changé, 2014
- Quarante Ans – Journal 1997, 2017
- Discours de réception à l’Académie française et réponse d’Érik Orsenna, 2017
- Vie et mort de Michael Jackson, 2018